# Ірина Родрігес
Іри́на Родрі́гес  (ісп. Irina Rodríguez, 16 вересня 1977) — іспанська спортсменка, спеціалістка з синхронного плавання, олімпійська медалістка.

## Виступи на Олімпіадах
| Олімпіада  | Дисципліна | Місце |
| ---------- | ---------- | ----- |
| Афіни 2004 | командні   | 4     |
| Пекін 2008 | командні   | 2     |